# Municipio de Oliver (Ohio)
El municipio de Oliver (en inglés: Oliver Township) es un municipio ubicado en el condado de Adams en el estado estadounidense de Ohio. En el año 2010 tenía una población de 1319 habitantes y una densidad poblacional de 17,56 personas por km².

## Geografía
El municipio de Oliver se encuentra ubicado en las coordenadas 38°53′45″N 83°29′54″O / 38.89583, -83.49833. Según la Oficina del Censo de los Estados Unidos, el municipio tiene una superficie total de 75.11 km², de la cual 75,01 km² corresponden a tierra firme y (0,13 %) 0,1 km² es agua.

## Demografía
Según el censo de 2010, había 1319 personas residiendo en el municipio de Oliver. La densidad de población era de 17,56 hab./km². De los 1319 habitantes, el municipio de Oliver estaba compuesto por el 98,94 % blancos, el 0,08 % eran afroamericanos, el 0,08 % eran asiáticos, el 0,08 % eran de otras razas y el 0,83 % eran de una mezcla de razas. Del total de la población el 0,53 % eran hispanos o latinos de cualquier raza.